# Yūya Matsushita
Yūya Matsushita (jap. 松下優也 Matsushita Yūya; ur. 24 maja 1990 w prefekturze Hyōgo) – japoński wokalista R&B oraz aktor należący do wytwórni Epic Records Japan. Zadebiutował 26 listopada 2008 roku wydając pierwszy singel zatytułowany foolish foolish. Jego pierwszą rolą aktorską była rola Sebastiana Michaelisa w musicalu Kuroshitsuji w 2009 roku i od tego czasu jest popularny w Japonii i za granicą kraju.

## Dyskografia

### Single
1. foolish foolish (26.11.2008)
2. LAST SNOW (28.01.2009)
3. Honesty/Negai ga kanau nara... (jap. Honesty／願いがかなうなら…) (26.08.2009)
4. Trust Me (17.02,2010)
5. YOU (05.05.2010)
6. Bird/4 Seasons (25.08.2010)
7. Paradise (02.02.2011)
8. Naturally (04.05.2011)
9. SUPER DRIVE (24.08.2011)
10. Kimi e no Love Song ~10 nen saki mo~ (jap. キミへのラブソング～10年先も～) (25.01.2012)
11. SEE YOU (29.08.2012)
12. SWEET LOVE (31.07.2013)
13. She's A Liar (22.02.2014)
14. Slow Dancin' (25.04.2014)

### Albumy
1. I AM ME (02.06.2010)
2. 2U (22.02.2012)
3. ＃musicoverdose (28.08.2013; album cyfrowy)

### Best album
- U 〜BEST of BEST〜 (05.12.2012)

### Live DVD
- 20101225 〜Last Night Show〜 (25.05.2011)
- Yuya Matsushita Live Tour 2011 〜SUPER DRIVE〜 (14.03.2012)

## Filmografia

### Filmy
- 2009: Kanashii Boyfriend (jap. 悲しいボーイフレンド)
- 2010: Toki wo kakeru shōjo (jap. 時をかける少女)
- 2010: Hikari no wakusei (jap. 光の惑星)
- 2012: Hikari, sono saki e (jap. ヒカリ、その先へ)
- 2015: Akegarasu (jap. アケガラス)

### TV dramy
- 2011: Quartet (jap. カルテット)
- 2011: Asu no hikari wo tsukame 2 (jap. 明日の光をつかめ２)
- 2012: Pillow Talk ~Bed Of Speculation~ (jap. ピロートーク〜ベッドの思惑〜)
- 2014: Watashi no Host-chan S (jap. 私のホストちゃんS)

### Produkcje sceniczne
- 2009: Musical Kuroshitsuji -His Butler, Friendship- (jap. 音楽舞闘会『黒執事』－その執事、友好－ Ongaku butō-kai Kuroshitsuji 〜Sono shitsuji, yūkō〜) jako Sebastian Michaelis
- 2010: Musical Kuroshitsuji -The Most Beautiful Death In The World- Sen no tamashī to ochita shinigami (jap. ミュージカル「黒執事」-The Most Beautiful DEATH in The World-　千の魂と堕ちた死神) jako Sebastian Michaelis
- 2012: Musical „Dream High” (jap. ミュージカル「ドリームハイ」) jako Song Sam-dong
- 2013: Bugs' Value ~even more BURSTING~ (jap. バグズグバリュー～even more BURSTING～)
- 2013: Musical Kuroshitsuji -The Most Beautiful Death In The World- Sen no tamashī to ochita shinigami (jap. ミュージカル「黒執事」-The Most Beautiful DEATH in The World-　千の魂と堕ちた死神) jako Sebastian Michaelis
- 2013: THE ALUCARD SHOW jako Vlad
- 2013: Watashi no Host-chan (jap. 私のホストちゃん) jako Kageki
- 2014: Paco 〜Paco to mahō no ehon〜 (jap. Paco〜パコと魔法の絵本〜) jako Muromachi
- 2014: Broadway Musical "IN THE HEIGHTS" jako Benny
- 2014: Butai "Tumbling FINAL" (jap. 舞台『タンブリングＦＩＮＡＬ』)
- 2014: Musical "Kuroshitsuji" Chi ni moeru Lycoris (jap. ミュージカル｢黒執事｣地に燃えるリコリス) jako Sebastian Michaelis
- 2014: THE ALUCARD SHOW jako Vlad
- 2015: Monty Python no SPAMALOT (jap. モンティ・パイソンのSPAMALOT) jako Dennis Galahad